# La Flocellière
La Flocellière és un municipi francès situat al departament de Vendée i a la regió de País del Loira. L'any 2007 tenia 2.309 habitants.

## Demografia

### Població
El 2007 la població de fet de La Flocellière era de 2.309 persones. Hi havia 847 famílies de les quals 180 eren unipersonals (82 homes vivint sols i 98 dones vivint soles), 285 parelles sense fills, 359 parelles amb fills i 23 famílies monoparentals amb fills.
La població ha evolucionat segons el següent gràfic:
Habitants censats

### Habitatges
El 2007 hi havia 921 habitatges, 855 eren l'habitatge principal de la família, 26 eren segones residències i 40 estaven desocupats. 875 eren cases i 43 eren apartaments. Dels 855 habitatges principals, 640 estaven ocupats pels seus propietaris, 212 estaven llogats i ocupats pels llogaters i 4 estaven cedits a títol gratuït; 5 tenien una cambra, 21 en tenien dues, 125 en tenien tres, 217 en tenien quatre i 488 en tenien cinc o més. 711 habitatges disposaven pel capbaix d'una plaça de pàrquing. A 352 habitatges hi havia un automòbil i a 452 n'hi havia dos o més.

### Piràmide de població
La piràmide de població per edats i sexe el 2009 era:
| Homes | Edats   | Dones |
| ----- | ------- | ----- |
| 0     | 95 o +  | 4     |
| 8     | 90 a 94 | 12    |
| 12    | 85 a 89 | 52    |
| 8     | 80 a 84 | 32    |
| 28    | 75 a 79 | 40    |
| 36    | 70 a 74 | 40    |
| 40    | 65 a 69 | 52    |
| 44    | 60 a 64 | 8     |
| 56    | 55 a 59 | 36    |
| 96    | 50 a 54 | 72    |
| 68    | 45 a 49 | 84    |
| 64    | 40 a 44 | 40    |
| 56    | 35 a 39 | 68    |
| 52    | 30 a 34 | 36    |
| 64    | 25 a 29 | 40    |
| 80    | 20 a 24 | 52    |
| 80    | 15 a 19 | 88    |
| 76    | 10 a 14 | 52    |
| 44    | 5 a 9   | 56    |
| 44    | 0 a 4   | 32    |

## Economia
El 2007 la població en edat de treballar era de 1.450 persones, 1.161 eren actives i 289 eren inactives. De les 1.161 persones actives 1.115 estaven ocupades (621 homes i 494 dones) i 45 estaven aturades (13 homes i 32 dones). De les 289 persones inactives 131 estaven jubilades, 75 estaven estudiant i 83 estaven classificades com a «altres inactius».

### Ingressos
El 2009 a La Flocellière hi havia 892 unitats fiscals que integraven 2.370,5 persones, la mediana anual d'ingressos fiscals per persona era de 16.456 €.

### Activitats econòmiques
Dels 82 establiments que hi havia el 2007, 3 eren d'empreses alimentàries, 1 d'una empresa de fabricació de material elèctric, 12 d'empreses de fabricació d'altres productes industrials, 20 d'empreses de construcció, 12 d'empreses de comerç i reparació d'automòbils, 2 d'empreses de transport, 3 d'empreses d'hostatgeria i restauració, 6 d'empreses financeres, 2 d'empreses immobiliàries, 8 d'empreses de serveis, 6 d'entitats de l'administració pública i 7 d'empreses classificades com a «altres activitats de serveis».
Dels 29 establiments de servei als particulars que hi havia el 2009, 1 era una oficina de correu, 2 oficines bancàries, 1 funerària, 3 tallers de reparació d'automòbils i de material agrícola, 1 paleta, 4 guixaires pintors, 5 fusteries, 1 lampisteria, 4 electricistes, 1 empresa de construcció, 2 perruqueries, 1 restaurant, 1 agència immobiliària i 2 salons de bellesa.
Dels 9 establiments comercials que hi havia el 2009, 1 era una botiga de més de 120 m², 1 una botiga de menys de 120 m², 3 fleques, 1 una llibreria, 2 botigues de roba i 1 una floristeria.
L'any 2000 a La Flocellière hi havia 68 explotacions agrícoles que ocupaven un total de 2.565 hectàrees.

## Equipaments sanitaris i escolars
El 2009 hi havia 1 farmàcia i 1 ambulància.
El 2009 hi havia 2 escoles elementals.

## Poblacions més properes
El següent diagrama mostra les poblacions més properes.